# Associazione Sportiva Lecce 1936-1937
Questa voce raccoglie le informazioni riguardanti l'Associazione Sportiva Lecce nelle competizioni ufficiali della stagione 1936-1937.

## Stagione
Il Lecce fu ammessa a partecipare al girone E della Serie C come non avente diritto classificandosi all'undicesimo posto con 21 punti.

## Rosa
| N. |                   | Ruolo | Calciatore          |
| -- | ----------------- | ----- | ------------------- |
|    | Italia (bandiera) | P     | Mario Brusa         |
|    | Italia (bandiera) | D     | Giovanni Giannone   |
|    | Italia (bandiera) | D     | Giuseppe De Marinis |
|    | Italia (bandiera) | D     | Pierino Lavè        |
|    | Italia (bandiera) | C     | Luigi Indrizzi      |
|    | Italia (bandiera) | C     | Eugenio Donadoni    |

| N. |                   | Ruolo | Calciatore        |
| -- | ----------------- | ----- | ----------------- |
|    | Italia (bandiera) | C     | Natale Pisani     |
|    | Italia (bandiera) | C     | Giordano Scher    |
|    | Italia (bandiera) | A     | Raffaele Anguilla |
|    | Italia (bandiera) | A     | Luigi Buin        |
|    | Italia (bandiera) | A     | Tommaso Bisanti   |
|    | Italia (bandiera) | A     | Marcello Polesel  |